# エーエム・ピーエム・ジャパン
株式会社エーエム・ピーエム・ジャパンは、日本でam/pmのフランチャイズビジネス及び直営店の運営を行っていた会社。

## 歴史・概要

### 創業

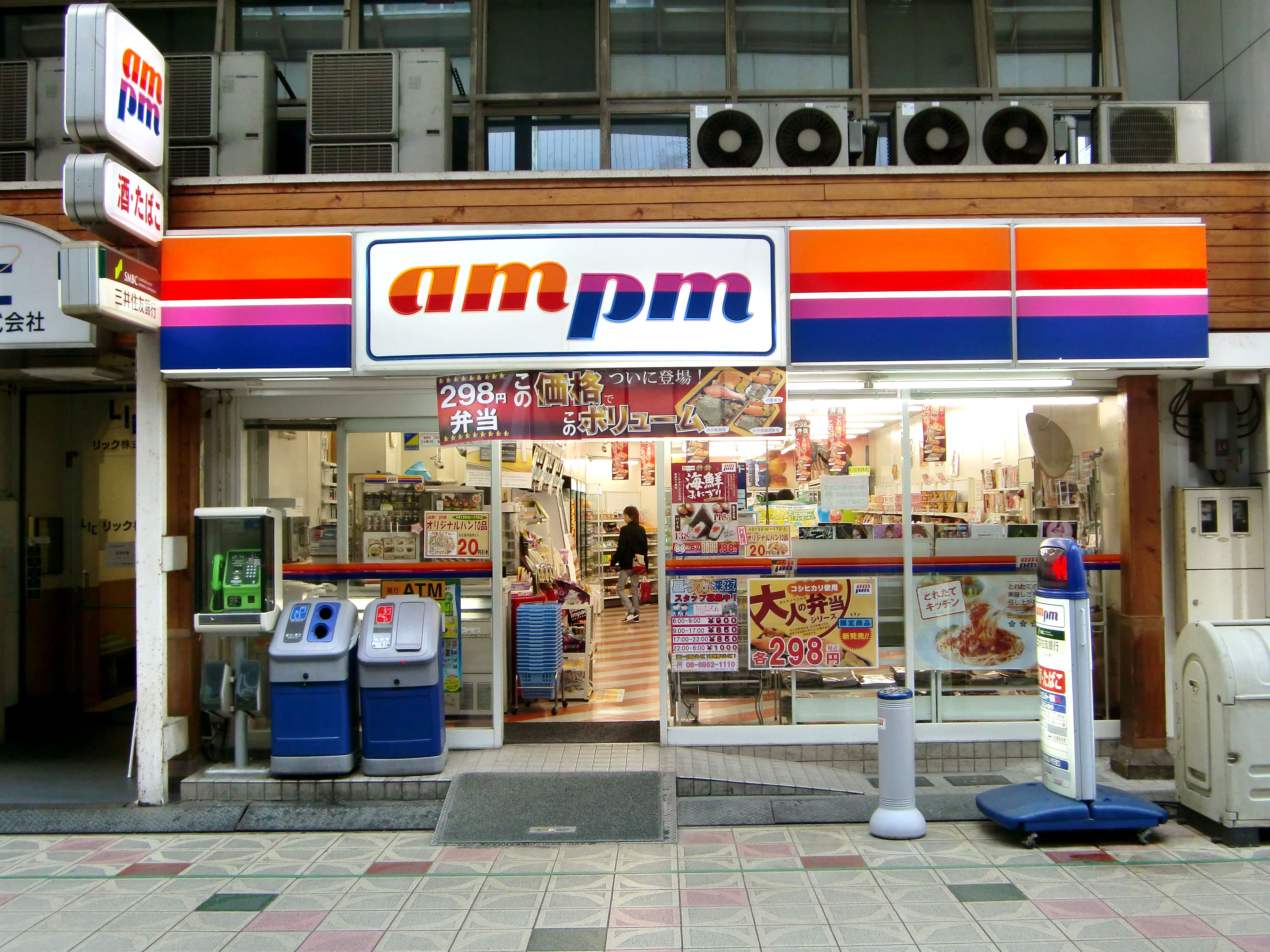
am/pm南久宝寺町3丁目店

共同石油（後のジャパンエナジー、現・ENEOS）の石油販売部は1985年（昭和60年）と1986年（昭和61年）に欧米にガソリンスタンドの有効活用について視察旅行を行い、アメリカ合衆国でコンビニエンスストア併設ガソリンスタンドの成功に着目していた。そして、1987年（昭和62年）5月に消防法の規制緩和によりガソリンスタンドでドライバー用品以外の販売が可能となり、ガソリンスタンドにコンビニエンスストアを併設可能となったことから、1988年（昭和63年）11月に米国大手石油会社だったアルコ社のコンビニエンスストア部門だったam/pm internationalと業務提携して日本国内でのam/pmのチェーン展開の権利を取得。同月に共同石油内にCVS本部を設置して、1989年（平成元年）6月に直営で「am/pm日吉店」を開店したのが始まりである。
1990年（平成2年）4月2日には共同石油の100%出資で株式会社エーエム・ピーエム・ジャパンを設立し、CVS本部を独立させた。
1991年（平成3年）5月にam/pm internationalなどの出資を受けて、資本金を4億円に増資した。
チェーン事業開始当初は、共同石油系給油所への併設を出店の中心としていた。
1992年（平成4年）9月10日に冷凍寿司の販売を全店舗で開始した。

### ブルマートの買収や新業態の開発
1993年（平成5年）2月にはブルマートと業務提携。同年3月に100店舗を達成し、同年7月24日にブルマートが本社事務所を当社が入居していた東京都港区赤坂2-12-10の国際溜池ビル2階に移転した、同年10月からブルマートと関東地区の物流・商流を統一し共同化した。
1994年（平成6年）3月末にはブルマートを雪印乳業から買収し、当社の店舗への切り替えを進めた。同年6月に300店舗を達成し、同年10月に冷凍弁当「とれたて弁当」の販売を開始した。
当初は東京都心部のオフィス街等を中心として出店していたほか、1階が通常のコンビニエンスストアの売場で、2階がCDレンタル店、3階がビデオレンタル店となっていた赤坂一ツ木通り店のようなビデオ・CDレンタル店を併設した複合店や、1994年（平成6年）10月時点で店舗の約1割を占めていたガソリンスタンド併設店となっているなど、複合型店舗の出店も積極的に行っていた。

### 独自商品の販売やエリアフランチャイザーの展開の開始
1995年（平成7年）3月にプライベートブランド「あんしん二重丸」シリーズを発売。同年4月に全店舗に「とれたてレジャー情報BOX」を設置して稼働を開始。同年7月には和風ホットサンドの「とれたておこめサンド」を発売し、同年11月1日におにぎりや総菜を全面的に刷新して合成保存料と合成着色料を使用しない「あんしん二重丸」シリーズを発売した。
同年8月に近鉄百貨店と提携し、同年10月30日に資本金4億円で「株式会社エーエム・ピーエム・近鉄」を設立して、同年11月24日に同社の1号店を開店した。

### 無人コンビニエンスストアや新サービスの展開
1996年（平成8年）3月4日に東京都千代田区1番町13-1・新半蔵門ビルに本社を移転。同年9月5日に東京都千代田区に無人コンビニエンスストア「オートマチック・スーパー・デリス」の1号店として麹町店を開店し、同月に蔵前駅前店と武蔵野市境店の2店舗でバイクによる宅配「デリスのデリバリーサービス」を開始し、同年10月1日に移動店舗「D.D.デリス」の営業を開始した。同年11月18日に近畿日本ツーリストと提携して旅行商品の予約販売を開始した。
1997年（平成9年）3月24日に霞が関ビル店と西新宿4丁目店でインターネットによる弁当の受注・配達サービスを、同年6月20日にパック旅行の販売を開始した。同年6月に岡島百貨店と山梨県を営業エリアとするエリアフランチャイザー契約を締結して同年9月に同県での出店を開始した。同年8月25日には「デリスのデリバリーサービス」でベビーフードの宅配サービスを、同月9月に「デリスのデリバリーサービス」で介護用品の宅配サービスを開始した、同年12月末にエリアフランチャイズを含めて1000店を達成した。
1998年（平成10年）2月25日に新含気調理法を採用して保存料・合成着色料を使用せずに120日間の常温保存が可能な惣菜セット「おかず便り」を全店で発売。同年3月6日に東武鉄道グループの東武商事が「ラインフランチャイズ契約」を締結して「am/pmミニマーケット東武北千住駅店」を開店。同年7月1日にソフトクリームを発売した。同年7月20日に関内店・柏店・小金井店でピザの宅配サービスを開始し、同年12月15日に急速冷凍技術で保存用添加物・合成着色料無使用の「とれたてピザミックス」を全店で発売した。
1999年（平成11年）2月にJR九州の子会社であるJR九州リテールと業務提携して沖縄県を除く九州全域でのエリアフランチャイザーとし、同社が独自に展開していたコンビニエンスストアの生活列車を同年6月29日に博多駅店など4店舗をam/pmへ転換して新装開店した。

### 金融サービスやネットサービスの展開
1999年（平成11年）3月1日にさくら銀行と提携して東五反田5丁目店で銀行ATMの設置を開始。同月18日にお客様窓口・デリス便のインターネット受注・集中配達などを行う「あんしんセンター」を開設。同年6月28日に鎌倉市由比ケ浜海水浴場にオープンテラス付きの夏季限定店舗「シーサイドKAMAKURA店」を出店。同年9月10日にam/pmの標準業態にレストラン・薬売場・セルフ給油ガソリンスタンド・ATMを加えた新業態「デリスタウン」1号店として東戸塚店を開店した。同年10月1日にデリス便を実施している363店で「ライフサポートサービス」の取次ぎを開始した。
2000年（平成12年）7月27日、さくら銀行と三洋信販と共に当社も出資して設立した「さくらローンパートナー」が新宿通り店に申込端末機を設置して営業を開始するとともに、同月に銀行ATMの全店舗への設置を完了。同年11月23日に共同出資で設立した「株式会社アンテニュール」で中高生を対象にしたアンテナショップを出店した。
2001年（平成13年）1月15日にiモードで全店舗の検索サービスを開始。同年3月22日に京成電鉄と「ラインフランチャイズ契約」を締結して、同年5月24日に駅売店とコンビニエンスストアの複合新業態「Quick'n Go am/pm」1号店を開店。同年9月19日にインターネットでデリバリーサービスの注文が可能な「サイバーデリス便」の本格展開を開始。同年12月4日に東京電力と共同開発した新業態「TEPCO de am/pm」1号店として渋谷店を同社渋谷支社1階に開店した。
2002年（平成14年）1月28日に家電製品の引き取りサービス「リユースあんしんファクトリー」で回収した製品を販売する専用ホームページを開設。同年3月13日には東急バスと「ラインフランチャイズ契約」を締結。同年5月29日に西友とネットスーパー事業で提携し、同年7月19日に電子マネーEdyを全店で導入した。

### 郵便局との提携やカフェ・ビジネスサービスの展開
2003年（平成15年）3月14日に郵便・宅配物の受け渡しサービス「am/pmフルタイムボックス」のオンラインロッカー管理システムを導入。同年4月28日に「オートマチック・スーパー・デリス」の開発業務をニチメンに委託する契約を締結した。同年9月3日に丸の内駐車場と提携して小型コンビニエンスストアにビジネスコンビニ機能やバイク便の取次サービスを付加したビジネスサポートセンター業態「オアシス‐イン」1号店を開店した。同年10月14日にカフェレストラン「ap Style」の1号店として「ap Style一番町店」を開店した。同年12月時点では東京都の都心5区ではコンビニエンスストア業界での同社のシェアは約5割を占めたが、競合他社の出店攻勢で1から2ポイントシェアが低下するなどシェアに陰りが見え始めた。
2004年（平成16年）2月27日に大分銀行と提携して大分県内の2店に同県内のコンビニエンスストアでは初めて銀行ATMを設置。同年5月11日に保存料・合成着色料不使用のチルド弁当「とれたて膳」を発売。同年6月1日に一番町本社ビル店など3店で日本郵政公社のゆうパック引き受けサービスと郵便ポスト設置の実験を開始した。

### レインズインターナショナルの傘下での展開
2004年（平成16年）8月10日にレインズインターナショナルが第三者割当増資を171億円で引き受けて62.6%を保有する親会社となり、同年9月1日にレインズ代表取締役社長CEOの西山知義が当社の社長に就任し、同月にレインズインターナショナルから当社株式の1.6%を東京電力に譲渡して資本・業務提携した 。同年8月には書留・小包を保管するフルタイムボックスを設置して受け取ることが可能な会員制サービスの「郵便書留・小包受け取りサービス」の会員募集を開始した。
同年10月28日に本郷郵便局内に郵便局内1号店として「am/pm本郷郵便局店」を出店し、同年12月に同じレインズグループの牛角との共同開発第1号として「牛角弁当」などの販売を開始するとともに、共同の販売促進活動も開始した。
2005年（平成17年）3月31日に均一価格業態「フードスタイル」1号店として「フードスタイル下目黒店」を開店。同年7月9日には新業態の名称を「フードスタイル98」に変更した上で、2号店として練馬春日町店を開店した。
同年8月24日につくばエクスプレスを開業した首都圏新都市鉄道株式会社とラインフランチャイズ契約を締結。同年12月1日に「フードスタイル」のフランチャイズ展開を開始。同月9日にコンビニエンスストアにDVDレンタルと書籍販売を導入した新業態店「ampm enta」1号店として「ampm enta世田谷弦巻3丁目店」を開店した。同月19日に女性向けの化粧品・雑貨を充実した新業態「HAPPILY」1号店として「HAPPILY虎ノ門3丁目店」を開店した。
2006年（平成18年）4月に飲料ベンダーのユカと「オートマチック・スーパー・デリス」のフランチャイズ契約を締結して「オートマチック・スーパー・デリス」の出店を加速し、同年9月に生鮮均一店「フードスタイル」が主婦層の集客力が弱くて業績が伸び悩んだことからフランチャイズ店の新規出店を停止した。
2008年（平成20年）1月31日にザシティのフランチャイズでパチンコ店景品交換コーナー出店1号店として「ザシティ相模大野店」を開店。同月には東急電鉄と業務提携してコンビニでは初のPASMO電子マネーを首都圏の店舗で導入。同年4月1日に丸善と業務提携し、書店との複合店の1号店として「丸善キャンパスショップ山梨学院店」を開店。同年8月26日に都営地下鉄の駅構内の売店を改装して駅構内の小型コンビニエンスストア1号店として「am/pmST都営線中野坂上駅店」と「am/pmST都営線若松河田駅店」を開店した。
同年10月28日に持ち帰り用の冷凍弁当「お家でチンするとれたてキッチン」を発売した。
2009年（平成21年）1月10日にコミックレンタルを実験導入。同年3月1日にエキサイド博多店など4店舗で電子マネー付きICカード乗車券「SUGOKA」対応を開始し、同月に直営約30店で電子マネー決済専用のセルフレジを導入した。同年6月15日に九州地区110店舗で「SUGOKA」を導入した。

### ファミリーマートに買収・統合されて消滅
2009年（平成21年）2月25日には、レックスHDとローソンの間でローソンが当社を約145億円で買収する事で基本合意したが、同年3月13日にレックスHDとローソンとの間で株式および貸付債権譲渡契約、エーエム・ピーエム・ジャパンとローソンとの間で包括的業務提携契約が各々締結された。しかし、同業他社への売却を認めないという契約条項を根拠として700店舗以上でのam/pmブランドの存続を求めた米国法人エーエム・ピーエム・インターナショナルと合意に達せず、同年5月19日に商標権者である米国のエーエム・ピーエム・インターナショナルとの協議がまとまらなかったことからローソンが当社の買収を断念した。
そして、同年11月13日にファミリーマートがレックス・ホールディングス保有のエーエム・ピーエム・ジャパンの全株式と全貸付債権を総額約120億円で取得することで合意し、同年12月28日にファミリーマートがレックス・ホールディングス保有のエーエム・ピーエム・ジャパンの全株式と全貸付債権を取得し、当社は同社の子会社となった。
2010年（平成22年）3月1日にエーエム・ピーエム・ジャパンはファミリーマートに吸収合併された。同年4月から店舗のファミリーマートへの転換が開始され、買収時点で1107店あったam/pm店舗のうち、733店舗が順次ファミリーマート店舗に改装され、不採算の374店舗は閉鎖された。また、同年4月12日にファミリーマートが当社の冷凍弁当を研究して取り込んだ冷凍弁当・惣菜・デザートの「フレッシュフローズン」の販売を店舗で開始した。
2011年（平成23年）3月にエーエム・ピーエム関西はカッパクリエイトからファミリーマートに譲渡され、同年4月1日に同社に吸収合併された。同日の「ファミリーマート茶屋町北店」と「ファミリーマート西心斎橋清水町店」の2店舗のブランド転換を皮切りにファミリーマートへの転換が開始された。同年12月10日に全店が閉店して日本国内からam/pmが消滅した。
2012年（平成24年）4月24日にファミリーマートが関東地区で「フレッシュフローズン」の本格導入を開始し、同年8月末までに「フレッシュフローズン」をファミリーマートの関東地区3700店に導入した。

## 年表
- 1989年（平成元年）6月 - 直営で神奈川県横浜市港北区日吉本町に1号店「am/pm日吉店」を開店[5]
- 1990年（平成2年）4月2日[3] - 共同石油の100%出資で株式会社エーエム・ピーエム・ジャパンを設立してCVS本部を独立[6]。
- 1991年（平成3年）5月 - am/pm internationalなどの出資を受けて、資本金を4億円に増資[6]。
- 1992年（平成4年）9月10日 - 冷凍寿司の販売を全店舗で開始[9]。
- 1993年（平成5年）
  - 2月 - ブルマートと業務提携[10][11]。
  - 3月 - 100店舗を達成[12]。
  - 7月24日 - ブルマートが本社事務所を当社が入居していた東京都港区赤坂2-12-10の国際溜池ビル2階に移転[1]。
  - 10月 - ブルマートと関東地区の物流・商流を統一し共同化[13]。
- 1994年（平成6年）
  - 3月末 - ブルマートを雪印乳業から買収[14]。
  - 6月 - 300店舗を達成[12]。
  - 10月 - 冷凍弁当「とれたて弁当」の販売を開始[16]。
- 1995年（平成7年）
  - 3月にプライベートブランド「あんしん二重丸」シリーズを発売[17]。
  - 4月 - 全店舗に「とれたてレジャー情報BOX」を設置して稼働を開始[18]。
  - 7月 - 和風ホットサンドの「とれたておこめサンド」を発売し[16]。
  - 8月 - 近鉄百貨店と提携[20]。
  - 10月30日 - 資本金4億円で「エーエム・ピーエム近鉄」を設立[21]。
  - 11月1日 - おにぎりや総菜を全面的に刷新して合成保存料と合成着色料を使用しない「あんしん二重丸」シリーズとして発売[19]。
  - 11月24日 - エーエム・ピーエム近鉄1号店を開店[20]。
- 1996年（平成8年）
  - 3月4日 - 本社を東京都千代田区1番町13-1・新半蔵門ビルに移転[2]。
  - 4月26日 - 使用済みプリペイドカード回収箱「あんしん二重丸応援ボックス」を全店に設置[108]。
  - 9月5日 - 東京都千代田区に[22]無人コンビニエンスストア「オートマチック・スーパー・デリス」の1号店として麹町店を開店[23]。
  - 9月 - 蔵前駅前店と武蔵野市境店の2店舗でバイクによる宅配「デリスのデリバリーサービス」を開始[24]。
  - 10月1日 - 移動店舗「D.D.デリス」の営業を開始した[25]。
  - 11月18日 - 近畿日本ツーリストと提携して旅行商品の予約販売を開始[26]。
- 1997年（平成9年）
  - 3月24日 - 霞が関ビル店と西新宿4丁目店でインターネットによる弁当の受注・配達サービスを開始[27]。
  - 6月20日 - パック旅行の販売を開始[28]。
  - 6月 - 岡島百貨店と山梨県を営業エリアとするエリアフランチャイザー契約を締結[29]。
  - 9月 - 山梨県での出店を開始[29]。
  - 8月25日 - 「デリスのデリバリーサービス」でベビーフードの宅配サービスを開始[30]。
  - 9月 - 「デリスのデリバリーサービス」で介護用品の宅配サービスを開始[31]。
  - 10月20日 - 横浜市中区港町に神奈川支店を開設[109]。
  - 12月8日 - 英国のAJAEQSから小売業で世界初の環境管理システム「ISO14001」の認証を取得[110]。
  - 12月末 - エリアフランチャイズを含めて1000店を達成[32]。
- 1998年（平成10年）
  - 2月25日 - 120日間常温保存可能惣菜セット「おかず便り」を全店で発売[33]。
  - 3月6日 - 東武鉄道グループの東武商事が「ラインフランチャイズ契約」を締結[34]。
  - 7月1日 - ソフトクリームの販売開始[36]。
  - 7月20日 - 関内店・柏店・小金井店でピザの宅配サービスを開始[37]。
  - 12月15日 - 保存用添加物・合成着色料無使用の「とれたてピザミックス」を全店で発売[38]。
- 1999年（平成11年）
  - 3月1日 - さくら銀行（現・三井住友銀行）と業務提携して[41]、東五反田5丁目店にATMの設置を開始[42]。
  - 3月18日 - お客様窓口・デリス便のインターネット受注・集中配達などを行う「あんしんセンター」を開設[43]。
  - 2月 - JR九州の子会社であるJR九州リテールと業務提携して沖縄県以外の九州全域でのエリアフランチャイザー契約を締結[39]。
  - 6月28日 - 鎌倉市由比ケ浜海水浴場にオープンテラス付きの夏季限定店舗「シーサイドKAMAKURA店」を出店[44]。
  - 9月10日 - 標準業態にレストラン・薬売場・セルフ給油ガソリンスタンド・ATMを加えた新業態「デリスタウン」1号店として東戸塚店を開店[45][46]。
  - 10月1日 - デリス便を実施している363店で「ライフサポートサービス」の取次ぎを開始[47]。
  - 6月29日 - 博多駅店など4店舗を生活列車からam/pmへ転換して新装開店[40]。
- 2000年（平成12年）
  - 7月27日 - さくら銀行と三洋信販と共に当社も出資して設立した「さくらローンパートナー」が新宿通り店に申込端末機を設置して営業を開始[48]。
  - 7月 - 銀行ATMの全店舗への設置を完了[49]。
  - 11月23日 - 共同出資で設立した「株式会社アンテニュール」で中高生を対象にしたアンテナショップを出店[50]。
- 2001年（平成13年）
  - 1月15日 - iモードで全店舗の検索サービスを開始[51]。
  - 3月22日 - 京成電鉄とラインフランチャイジー契約を締結[52]。
  - 5月24日 - 駅売店とコンビニエンスストアの複合新業態「Quick'n Go am/pm」1号店を開店[53]。
  - 9月19日 - インターネットデリバリーサービスの注文が可能な「サイバーデリス便」の本格展開を開始[54]。
  - 12月4日 - 東京電力と共同開発した新業態「TEPCO de am/pm」1号店として渋谷店を同社渋谷支社1階に開店[55]。
- 2002年（平成14年）
  - 1月28日 - 家電製品の引き取りサービス「リユースあんしんファクトリー」で回収した製品を販売する専用ホームページを開設[56]。
  - 3月13日 - 東急バスと「ラインフランチャイズ契約」を締結[57]。
  - 5月29日 - 西友とネットスーパー事業で提携[58]。
  - 7月19日 - 電子マネーEdyを全店で導入[59]。
- 2003年（平成15年）
  - 3月14日 - 郵便・宅配物の受け渡しサービス「am/pmフルタイムボックス」のオンラインロッカー管理システムを導入[60]。
  - 4月28日 - 「オートマチック・スーパー・デリス」の開発業務をニチメンに委託する契約を締結[61]。
  - 9月3日 - 丸の内駐車場と提携して小型コンビニエンスストアにビジネスコンビニ機能やバイク便の取次サービスを付加したビジネスサポートセンター業態「オアシス‐イン」1号店を開店[62]。
  - 10月14日 - カフェレストラン「ap Style」の1号店として「ap Style一番町店」を開店[63][64]。
- 2004年（平成16年）
  - 8月10日 - レインズインターナショナルが第3者割当増資を171億円で引き受けて62.6%を保有する親会社となる[69]。
  - 8月 - 会員制サービスの「郵便書留・小包受け取りサービス」の会員募集を開始[71]。
  - 9月1日 - レインズ代表取締役社長CEOの西山知義が当社の社長に就任[69]。
  - 9月 - レインズインターナショナルから当社株式の1.6%を東京電力に譲渡して資本・業務提携[70]。
  - 10月28日 - 本郷郵便局内に郵便局内1号店として「am/pm本郷郵便局店」を出店[72]。
  - 12月 - 同じレインズグループの牛角と共同開発第1号として「牛角弁当」などの販売を開始して合わせて共同の販売促進活動も開始[73]。
  - 12月28日 - 全日本空輸が資本参加 (0.5%)。レインズインターナショナル（61.0%→62.6%）と三菱商事（3.7%→10%）も出資比率を引き上げ（新日鉱HD33.6%→25.2%）。
- 2005年（平成17年）
  - 3月31日 - 均一価格業態「フードスタイル」1号店として「フードスタイル下目黒店」を開店[74]。
  - 7月9日[75] - 「フードスタイル」の名称を「フードスタイル98」に変更して2号店として練馬春日町店を開店[76]。
  - 8月24日 - つくばエクスプレスを開業した首都圏新都市鉄道株式会社とラインフランチャイズ契約を締結[77]。
  - 12月1日 - 「フードスタイル」のフランチャイズ展開を開始[78]。
  - 12月9日 - コンビニエンスストアにDVDレンタルと書籍販売を導入した新業態店「ampm enta」1号店として「ampm enta世田谷弦巻3丁目店」を開店[79]。
  - 12月19日 - 女性向けの化粧品・雑貨を充実した新業態「HAPPILY」1号店として「HAPPILY虎ノ門3丁目店」を開店[80]。
- 2006年（平成18年）
  - 4月 - 飲料ベンダーのユカと「オートマチック・スーパー・デリス」のフランチャイズ契約を締結[81]。
  - 5月24日 - エーエム・ピーエム・近鉄の近畿日本鉄道保有株式をカッパクリエイトに譲渡[広報 3]。
  - 12月18日 - iD決済を全店に導入[111]。
- 2007年（平成19年）7月4日 - 東急電鉄とコンビニでは初のPASMO電子マネー決済サービスを首都圏の店舗で導入することで業務提携[広報 1]。
- 2008年（平成20年）
  - 1月31日 - ザシティのフランチャイズでパチンコ店景品交換コーナー出店1号店として「ザシティ相模大野店」を開店[83]。
  - 1月 - 東急電鉄と業務提携してコンビニでは初のPASMO電子マネーを首都圏の店舗で導入[84][86][広報 1]。
  - 4月1日 - 丸善と業務提携して書店との複合店の1号店として「丸善キャンパスショップ山梨学院店」を開店[87]。
  - 8月26日 - 都営地下鉄の駅構内の売店を改装して駅構内の小型コンビニエンスストア1号店として「am/pmST都営線中野坂上駅店」と「am/pmST都営線若松河田駅店」を開店[88]。
  - 10月28日 - 持ち帰り用の冷凍弁当「お家でチンするとれたてキッチン」を発売[89]。
- 2009年（平成21年）
  - 1月10日 - コミックレンタルを実験導入[90]。
  - 2月25日 - レックスHDとローソンの間でローソンが当社を約145億円で買収する事で基本合意[94]。
  - 3月1日 - エキサイド博多店など4店舗で電子マネー付きICカード乗車券「SUGOKA」対応を開始[91]。
  - 3月13日 - ローソンがレックスHD（旧・レインズインターナショナル）との間で実質145億円で買収する契約、エーエム・ピーエム・ジャパンとの間で包括的業務提携契約をそれぞれ締結[広報 2]。
  - 3月 - 直営約30店で電子マネー決済専用のセルフレジを導入[92]。
  - 5月19日 - ローソンが当社の買収を断念[96]。
  - 6月15日 - 九州地区110店舗で「SUGOKA」を導入[93]。
  - 11月13日 - ファミリーマート (初代)がレックスHDとの間で実質120億円で買収する契約を締結[97]。
  - 12月28日[98] - ファミリーマートがレックス・ホールディングス保有のエーエム・ピーエム・ジャパンの全株式と全貸付債権を取得し[97]、当社は同社の子会社となる[98]。
- 2010年（平成22年）
  - 3月1日 - エーエム・ピーエム・ジャパンはファミリーマートに吸収合併される[99]。
  - 4月 - ファミリーマートへの転換を開始[100]。
  - 4月12日 - 当社の冷凍弁当を研究して取り込んだ冷凍弁当・惣菜・デザートの「フレッシュフローズン」の販売をファミリーマートが開始[102]。
  - 6月4日 - エリアフランチャイジーのJR九州リテールは、ファミリーマートと九州地区のファミリーマート展開について基本合意[112]。
  - 7月 - JR九州リテールが九州内で展開するam/pmのファミリーマートへの転換を開始[112]。
- 2011年（平成23年）
  - 3月 - エーエム・ピーエム関西をカッパクリエイトからファミリーマートに譲渡[103]。
  - 3月末 - JR九州リテールが九州内で展開するam/pmのファミリーマートへの転換を完了[113]。
  - 4月1日 - エーエム・ピーエム関西はファミリーマートに吸収合併され[104]。、同日の「ファミリーマート茶屋町北店」と「ファミリーマート西心斎橋清水町店」の2店舗のブランド転換を皮切りにファミリーマートへの転換を開始[104]。
  - 1月 - カッパクリエイトが近畿地区のエリアフランチャイジーであったエーエム・ピーエム・関西の保有株90%を全額ファミリーマートに譲渡する基本合意書を締結し、3月に正式に株式譲渡が行われ、経営統合が行われる。これに伴い、2015年までエリアフランチャイジーとして出店できることになっていたam/pmの店舗はすべてファミリーマートに転換されることが決まる。
  - 12月10日 - 全店舗が閉店して日本国内からam/pmが消滅[105]。

## 店舗

### コンビニエンスストア
- am/pm - コンビニエンスストア標準店[114]。
- am/pmミニマーケット - 小型コンビニエンスストア[114]。
- Quick'n Go am/pm - 駅売店とコンビニエンスストアの複合業態[53]。
- am/pmST - 駅構内の小型コンビニエンスストア、飲料・おにぎり・サンドイッチ・菓子・雑誌など通勤・通学客の購入頻度の高い商品を揃えていた[88]。
- フードスタイル98 - 生鮮98円均一店[75]。主婦客の集客力不足で売上げが計画に達しなかったため、2006年（平成18年）9月にFC展開を凍結した[82]。
- ハピリィー - 女性をターゲットとしたCVS[80]。2005年（平成17年）12月1日に虎ノ門で開店した[80]。

### 複合店舗
- TEPCO de am/pm - 東京電力と共同開発した複合店舗[55]。
- オアシス‐イン - 小型コンビニエンスストアにビジネスコンビニ機能やバイク便の取次サービスを付加したビジネスサポートセンター業態[62]。
- エーピーエンタ! - コンビニエンスストアにDVDレンタルと書籍販売を複合させた業態[79]。
- 丸善キャンパスショップ - エーピー・エンタ業態と丸善の専門書店との複合店舗で2008年（平成18年）4月1日に山梨学院大学に1号店を開店した[87]。
- デリスタウン - 標準業態にレストラン・薬売場・セルフ給油ガソリンスタンド・ATMを加えた業態[45][46]。
- ap Style - カフェレストラン[63]。

### オートマチック・スーパー・デリス

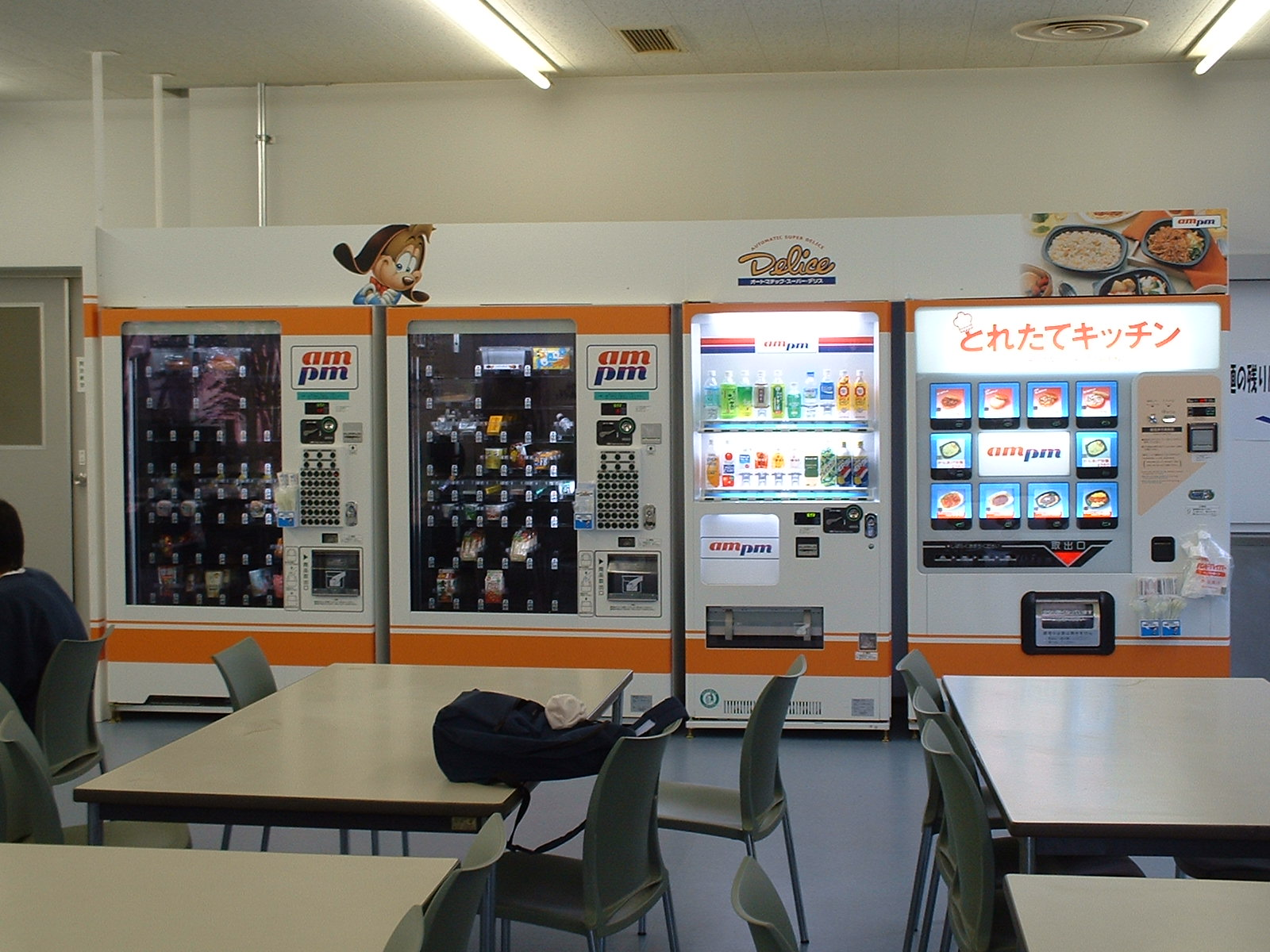
大学構内に設置されていたオートマチック・スーパー・デリス（現在は撤去）

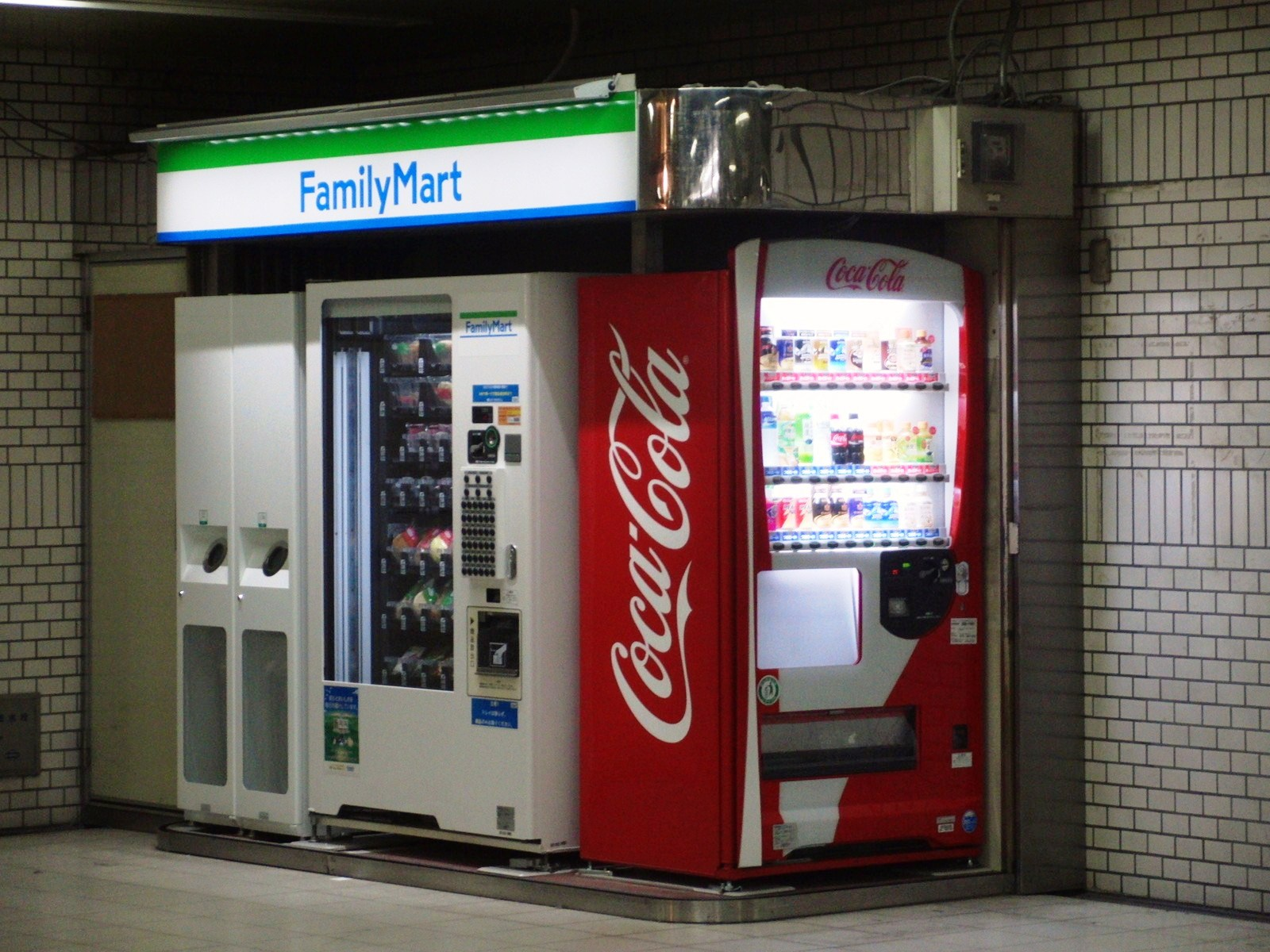
なかもず駅（2012年、現在は撤去され有人店舗）

1995年（平成7年）9月5日に東京都千代田区に無人コンビニエンスストア「オートマチック・スーパー・デリス」の1号店として麹町店を開店した。1997年（平成9年）3月28日に1号店の麹町店を閉鎖し、移転する形で同年7月7日に「とれたて弁当」自販機の設置や生産窓口の増設・在庫の増加・一桁の価格切り捨てによる小銭不要な価格体系への変更などの改良を行った麹町2丁目店を開店した。高層オフィスビル、官公庁、学校などに出店していた。
ファミリーマートとの合併後も継続して営業したのみならず出店も進められたる。

## プライベートブランド
- あんしん二重丸 - 「人と地球の環境に良いもの」というコンセプトで開発していた弁当・調理パン・惣菜等のファストフードを中心としたプライベートブランド[120]。
- とれたてキッチン - 当初は「とれたて弁当」として発売され[121]、専用電子レンジ加熱で提供していた冷凍弁当[89]。派生商品として持ち帰り用の「お家でチンするとれたてキッチン」4品目を2008年（平成20年）10月28日に発売した[89]。
- とれたて膳 - 保存料・合成着色料不使用のチルド弁当[67]。
- 食いねえ亭 - 添加物を極力使わないプライベートブランド[122]。
- 大地の麦穂 - イーストフードや乳化剤などの添加物を使用していないパン生地に、合成着色料や保存料不使用の具材を用いたプライベートブランドのパン[123]。
- レックスグループの牛角・鳥でん・しゃぶしゃぶ温野菜との共同開発商品[124]。

## かつての提携会社

### エリアフランチャイジー
- 株式会社岡島百貨店 - 1997年（平成9年）6月に山梨県を営業エリアとするエリアフランチャイザー契約を締結し、同年9月に同県での出店を開始した[29]。
- 株式会社エーエム・ピーエム・関西 - 1995年（平成7年）8月に近鉄百貨店とエリアフランチャイザー契約を締結[20]。同年10月30日に資本金4億円で「株式会社エーエム・ピーエム・近鉄」を設立して[21]、同年11月24日に同社1号店を開店した[20]。2011年（平成23年）3月にエーエム・ピーエム関西はカッパ・クリエイトからファミリーマートに譲渡され[103]、同年4月1日にファミリーマートに吸収合併された[104][広報 4]。同日の「ファミリーマート茶屋町北店」と「ファミリーマート西心斎橋清水町店」の2店舗のブランド転換を皮切りに、ファミリーマートへの転換を始めた[104]。
- JR九州リテール株式会社 - 1999年（平成11年）2月にJR九州の子会社であるJR九州リテールと業務提携して沖縄県以外の九州全域でのエリアフランチャイザーとし[39]、同社が独自に展開していたコンビニエンスストアの生活列車を同年6月29日に博多駅店など4店舗をam/pmへ転換して新装開店した[40]。2010年（平成22年）6月14日のファミリーマートとの基本合意に基づき、同年7月より順次ファミリーマートに転換[広報 5]。

### ラインフランチャイジー
ライン（路線）フランチャイジーは京成、東武、東急、相鉄および首都圏新都市鉄道の5社の沿線地域を出店の対象としたもの。
- 京成電鉄 - 2001年（平成13年）3月22日に「ラインフランチャイズ契約」を締結[52]。
- 東武商事（東武グループ） - 1998年（平成10年）3月6日に「ラインフランチャイズ契約」を締結[34]。
- 東急バス（東急グループ） - 2003年（平成15年）3月13日に「ラインフランチャイズ契約」を締結[57]。
- 東急コミュニテイー - フランチャイズ契約を締結し、1999年（平成11年）4月1日に霞が関ビル点を継承[125]。
- 首都圏新都市鉄道（つくばエクスプレス） - 2005年（平成17年）8月24日にラインフランチャイズ契約を締結[77]。
- 相模鉄道[広報 1]

## 主なサービス

### 宅配・移動店舗
- デリスのデリバリーサービス - 1996年（平成8年）9月に開始したバイクによる宅配サービス[24]。1997年（平成9年）8月25日にベビーフードの宅配サービスを開始し[30]、同月9月に「デリスのデリバリーサービス」で介護用品の宅配サービスを開始した[31]。
- サイバーデリス便 - インターネットでデリバリサービスの注文が可能な宅配サービスとして2001年（平成13年）9月19日に本格展開を開始[54]。
- インターネットによる弁当の受注・配達サービス - 1997年（平成9年）3月24日に霞が関ビル店と西新宿4丁目店で開始[27]。
- ピザの宅配サービス - 1998年（平成10年）7月20日に関内店・柏店・小金井店で開始[37]。
- D.D.デリス - 2階建てバスを改装して1階を売り場で2階を飲食コーナーとした移動店舗で[126]、1996年（平成8年）10月1日に営業を開始した[25]。

### 旅行・プレイガイド
- とれたてレジャー情報BOX - 1995年（平成7年）4月に全店舗に設置して稼働を開始[18]。演劇・コンサート・スポーツなどのチケットや全日本空輸の航空券や格安航空券、京成電鉄のスカイライナー特急券、ビッグホリデーの旅行商品、日本旅行の宿泊予約、マツダレンタカーの予約、合宿免許の予約などが端末を用いて可能となっていた[18]。
- 旅行商品 - 1996年（平成8年）11月18日に近畿日本ツーリストと提携してを予約販売販売を開始し[26]、1997年（平成9年）6月20日にパック旅行の販売を開始した[28]。

### 郵便・宅配便
- 日本通運のペリカン便 - ゆうパックの取扱開始後も併売していた[127]。
- am/pmフルタイムボックス - 郵便・宅配物の受け渡しサービス用のオンラインロッカー管理システムで、2003年（平成15年）3月14日に導入[60]。
- ゆうパック引き受けサービス - 2004年（平成16年）6月1日にサービスを開始[68]
- 郵便ポスト設置 - 2004年（平成16年）6月1日に設置を開始[68]

### 金融・決済
- コンビニATM「アットバンク」 - 1999年（平成11年）3月1日に[41]設置を開始し[42]、2000年（平成12年）7月に銀行ATMの全店舗への設置を完了[49]。
- @LoanBOX（カード発行機） - 2000年（平成12年）7月27日にさくら銀行と三洋信販と共に当社も出資して設立した「さくらローンパートナー（後のアットローン）」が新宿通り店に設置して営業を開始[48]。
- 料金収納サービス - 公共料金・購読料・通信販売代金・割賦代金・保険料などの収納サービスを行っていた[128]。

### その他
- あんしんセンター - 1999年（平成11年）3月18日にお客様窓口・デリス便のインターネット受注・集中配達などを行う拠点として開設[43]。
- ライフサポートサービスの取次ぎ - 1999年（平成11年）10月1日にデリス便を実施している363店でを開始[47]。
- リユースあんしんファクトリー - 家電製品の引き取りサービスで、2003年（平成15年）1月28日に回収した製品を販売する専用ホームページを開設[56]。